# Farim
Farim är en ort i Guinea-Bissau. Den är huvudort för regionen Oio, i den norra delen av landet, 80 km nordost om huvudstaden Bissau. Folkmängden uppgår till cirka 9 000 invånare.